# Dmitrij Tiomkin
Dmitrij Tiomkin (ur. 25 marca 1977) – kanadyjski szachista pochodzenia izraelskiego, arcymistrz od 2001 roku.

## Kariera szachowa
Od roku 2003 na arenie międzynarodowej reprezentuje Kanadę. Jako zawodnik Izraela (w roku 1997) osiągnął największy sukces w karierze, zdobywając w Tallinnie tytuł mistrza Europy juniorów do lat 20. W tym samym roku zdobył również tytuł mistrza Izraela w tej samej kategorii wiekowej. W 1998 triumfował w otwartym turnieju w North Bay oraz w otwartych mistrzostwach Kanady. W 2002 podzielił I miejsce w kołowym turnieju w Toronto. W 2004 zwyciężył w turnieju Canadian Open w Ontario, zdobył brązowy medal w mistrzostwach Kanady oraz zadebiutował w narodowej drużynie na szachowej olimpiadzie w Calvii.
Najwyższy ranking w dotychczasowej karierze osiągnął 1 lipca 2000 r., z wynikiem 2522 punktów zajmował wówczas 20. miejsce wśród izraelskich szachistów.